# Кузнецов Побіск Георгійович
Побіск Георгійович Кузнецов (*18 травня 1924, Красноярськ — 4 грудня 2000 року) — радянський та російський вчений, фахівець з систем цільового управління і планування. Системний аналітик та косміст, теоретик складних систем.
Сфери діяльності: космізм, теорія сталого розвитку.
Нагороджений орденом Червоної Зірки.